# Зернов, Денис Игоревич
Денис Игоревич Зернов (род. 10 января 1996, Челябинск) — российский хоккеист, центральный нападающий выступающий за клуб Континентальной хоккейной лиги ЦСКА. Обладатель Кубка Гагарина 2021,2024. Мастер спорта России.

## Карьера
С 2014 по 2017 год выступал в Молодёжной хоккейной лиге за «Ладью». С 2016 по 2018 год выступал в тольяттинской «Ладе» в Континентальной хоккейной лиге. За команду в регулярном сезоне чемпионата сыграл 107 матчей, забросил 23 шайбы и отдал 19 голевых передач. С 2018 года игрок омского «Авангарда». В дебютном для себя сезоне в составе команды дошёл до финала кубка Гагарина.
Выступал за сборную России на матчах Европейского хоккейного тура.
В апреле 2024 года в составе команды хоккейного клуба «Металлург» стал обладателем Кубка Гагарина

## Достижения
- Обладатель Кубка Гагарина (2021, 2024)[2].
- Серебряный призёр Кубка Гагарина (2019, 2022).

## Статистика
| Легенда | Легенда                    | Легенда | Легенда                   | Легенда | Легенда    |
| ------- | -------------------------- | ------- | ------------------------- | ------- | ---------- |
| И       | Количество проведённых игр | Штр     | Штрафное время            | +/−     | Плюс-минус |
| Г       | Голы                       | П       | Голевые передачи          | О       | Очки       |
| -       | Статистика неизвестна      | —       | Статистика не учитывалась |         |            |